# Fuladlu
Fuladlu (perski: فولادلو) – wieś w Iranie, w ostanie Azerbejdżan Zachodni. W 2006 roku liczyła 41 mieszkańców w 13 rodzinach.